# Mastodon
|  | Per a altres significats, vegeu «Mastodon (xarxa social)». |

Mastodon és un grup estatunidenc de sludge metal i metal progressiu d'Atlanta, creat a principis de l'any 2000 i format pel baixista i vocalista Troy Sanders, el guitarrista i vocalista Brent Hinds, el guitarrista Bill Kelliher i el bateria i vocalista Brann Dailor. Moltes de les seues cançons compten amb una instrumentació única i pesada combinada amb una barreja de veus netes i crits aspres. El grup va començar amb cinc membres, fent Eric Saner e vocalista, però amb ell només van gravar una maqueta. Des d'aleshores, el grup ha funcionat amb quatre membres que comparteixen el paper de vocalista en els distints temes.
Mastodon va publicar el seu àlbum debut Remission l'any 2002, i excepte aquest primer àlbum, la resta de la seua discografia ha entrat al Billboard 200, destacant l'èxit que van aconseguir amb el seu cinquè àlbum, The Hunter (2011), que va entrar a la posició número deu de la llista.
A més a més, el grup ha sigut nominat dues vegades als Premis Grammy per les cançons «Colony of Birchmen» i «Curl of the Burl».

## Discografia
- Remission (2002)
- Leviathan (2004)
- Blood Mountain (2006)
- Crack the Skye (2009)
- The Hunter (2011)
- Once More 'Round the Sun (2014)[3]
- Emperor of Sand (2017)
- Hushed and Grim (2021)[4]